# بيت جيز

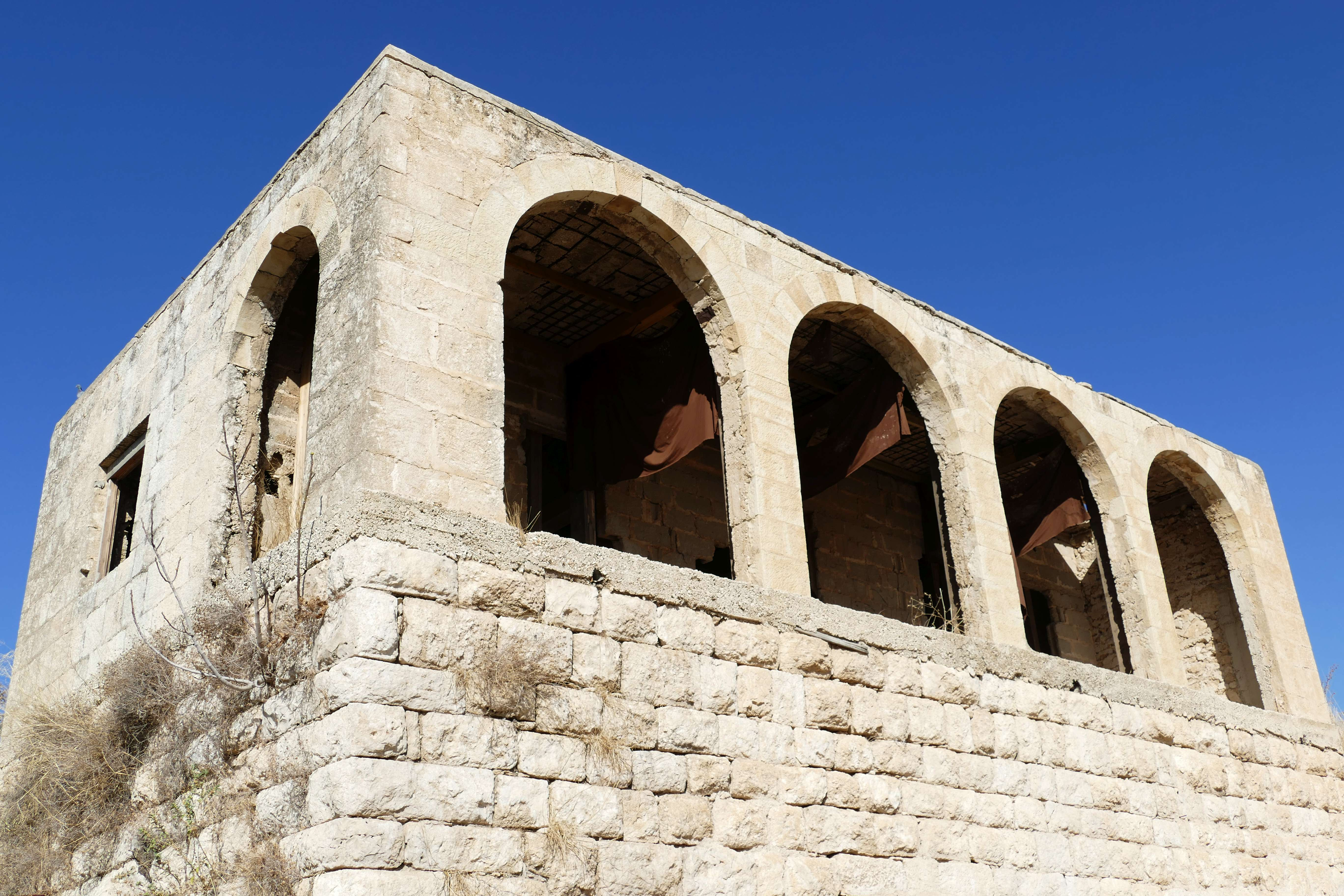
بيت الأقواس،بيت جيز

بيت جيز، هي قرية فلسطينية مهجرة (قضاء الرملة). في عام 1948 احتل اليهود بيت جيز ودمروها بعد أن طردوا سكانها، ثم أقاموا على أراضي القرية مستعمرة «هرائيل».

## موقع القرية
نشأت القرية فوق رقعة متموّجة من القواعد الغربية لمرتفعات القدس، ترتفع نحو 200م عن سطح البحر. ألفت بيوتها مخططًا مستطيلًا يضمّ مباني القرية وشوارعها الضيّقة/ واتجه نموّها العمراني في اتجاه شمالي جنوبي. كما ضمّ وسط القرية المباني السكنية وبعض الدكاكين بالإضافة إلى مسجد ومدرسة ابتدائية تأسست في عام 1947، وهي مشتركة بين قريتيّ بيت جيز وبيت سوسين. تشرب القرية من بئر النصراني الذي يقع إلى الشمال منها، وتحيط بها بعض الخرائب الأثرية من الجهات الشمالية والشرقية والجنوبية.

## احتلال القرية وتطهيرها عرقيًّا
كل قرى ممر القدس التي لم تسقط خلال عملية «نحشون» احتلت أثناء المعارك اللاحقة التي دارت حول اللطرون، في أيار/مايو وحزيران/يونيو 1948. احتلت بيت جيز في الفترة بين الهجومين الأول والثاني على اللطرون، أي بين 15 و30 أيار/مايو. إذ ذكرت صحيفة «نيويورك تايمز» أن هجومًا إسرائيليًا شنّ على اللطرون في 25 أيار/مايو، وامتدّ في اليوم التالي إلى بيت جيز وخُلدة، إلّا أنّه فشل. كما وصف مراسل الصحيفة المعركة حول بيت جيز وخلدة بأنّها «أضخم صدام في الحرب حتى تاريخه». في 28 أيار/مايو، أعلن الجيش الإسرائيلي رسميًا احتلال القرية، بعدما توغلت قواته إلى الجنوب من طريق يافا-القدس. بالإضافة إلى ذلك، جاء في «تاريخ حرب الاستقلال» أنّ بيت جيز وبيت سوسين وقعتا في قبضة لواء شيفع (السابع)، المُشكّل حديثًا. احتلال هاتين القريتين أتاحَ للقوات الإسرائيلية إقامة خط إمداد بديل إلى القدس يتجاوز اللطرون.
يذكر المؤرخ الإسرائيلي بِني موريس أن هجومًا عسكريًا شُنّ على القرية في الشهر السابق، يوم 20 نيسان/أبريل، وأنّ سكانها طُردوا في ذلك التاريخ. إلّا أنّ المؤرخ الفلسطيني عارف العارف يقول إنّ المحاولة الأولى للاستيلاء على بيت جيز وقعت في 22-23 أيار/مايو، وأنّها أخفقت، لأسباب إخفاقها يقول العارف أنّ القوات الإسرائيلية تلقت تقارير عن إخلاء القرية مغلوطًا فيها. فكان من نتائج ذلك أن فوجئت بما جوبهت به من عنف المقاومة التي أبداها سكان كل من بيت جيز وبيت سوسين، فضلًا عن مقاومة القوات العربية النظامية في قطاع اللطرون. ويُضيف عارف العارف أن كلتا القريتين سقطت في هجوم لاحق شن في 30 أيار/مايو.

## القرية اليوم
يُستعمل الموقع، الذي غلبت النباتات البرية عليه، متنزهًا. لم يبق من معالم القرية إلا المدرسة التي يشبه طرازها المعماري طراز مدرسة قولة. حيث باتت تستخدم لأغراض التنزه واللهو، وإن كان ضُمّ إليها برج لرصد الحرائق. كُتب على لوحة في البرج بالإنكليزية والعبرية ما معناه: «سمي مرصد الحرائق هذا تيمنًا بالسيّد والسيدّة كولمان ليفنه من الصندوق القومي اليهودي في ساوثند ويستكليف في إنكلترا». ثمة منازل ما زالت قائمة؛ بعضها يُستعمل مستودعات، وبعضها الآخر مهجور. أحد المنازل/المستودعات بناء حجري كبير، له سقف مسطح وثلاث نوافذ جانبية ذات قناطر قوطية الشكل. ثلاثة من المنازل المهجورة مؤلف كل واحد منها من طبقتين، وتتسم بسمات معمارية متنوعة: أبواب ونوافذ مستطيلة ومعقودة، سقوف مسطحة، شرفات قائمة على أعمدة مربعة. أمّا في الأراضي المحيطة فتُزرع الحبوب، الخضروات والزيتون

## المستعمرات الإسرائيلية على أراضي القرية
ثمة ثلاث مستعمرات إسرائيلية على أراضي القرية: «هرئيل» التي أسست في سنة 1948، «تسيلافون» التي أسست في سنة 1950 و «غيزو» التي أسست في سنة 1968.

## معرض صور

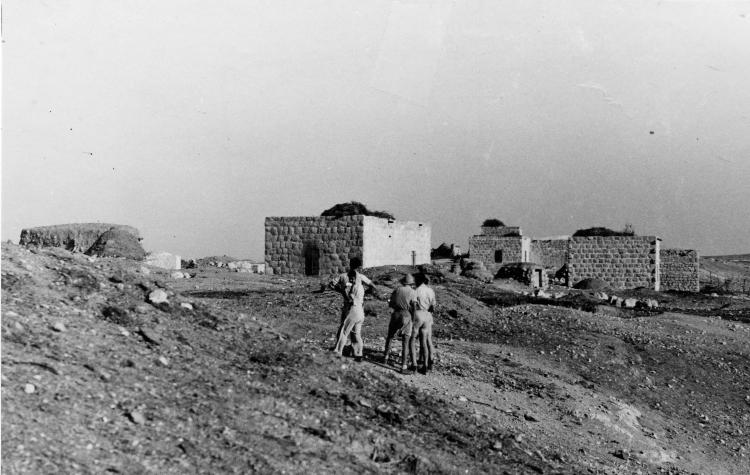
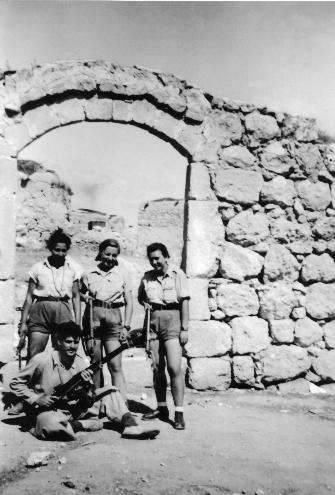
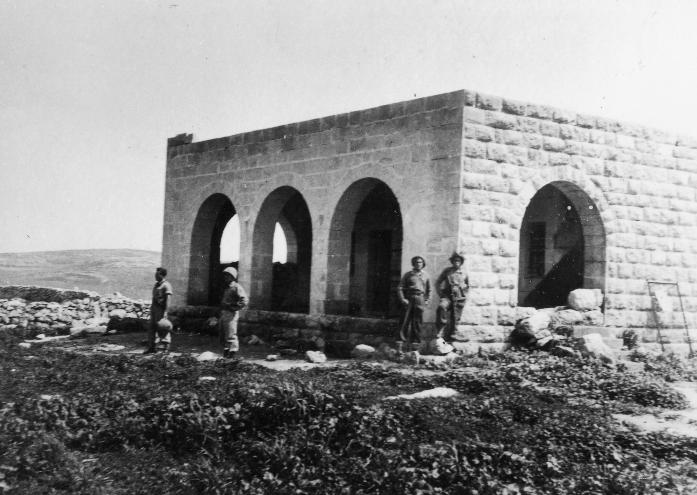
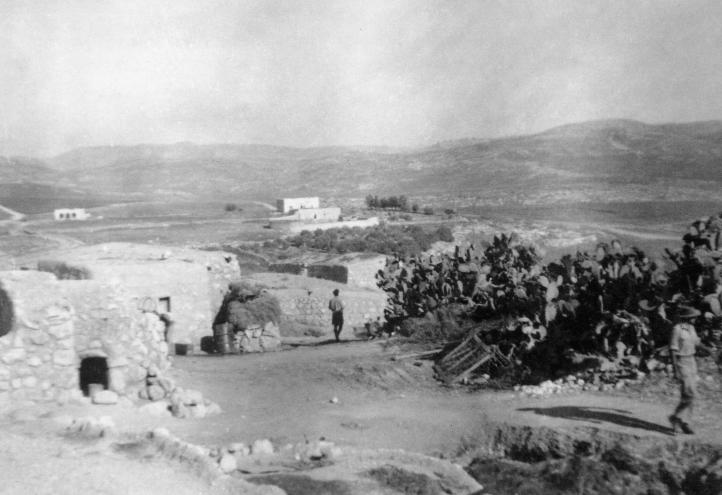
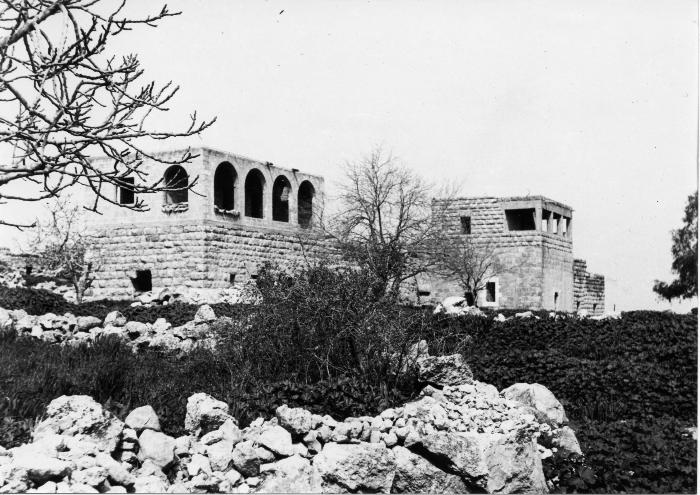
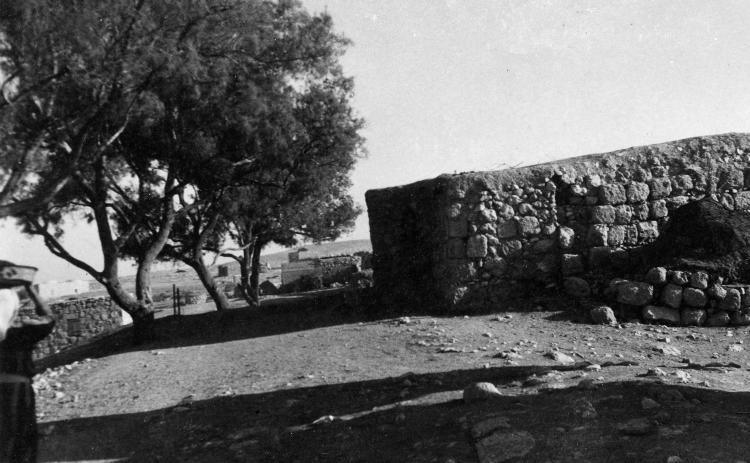
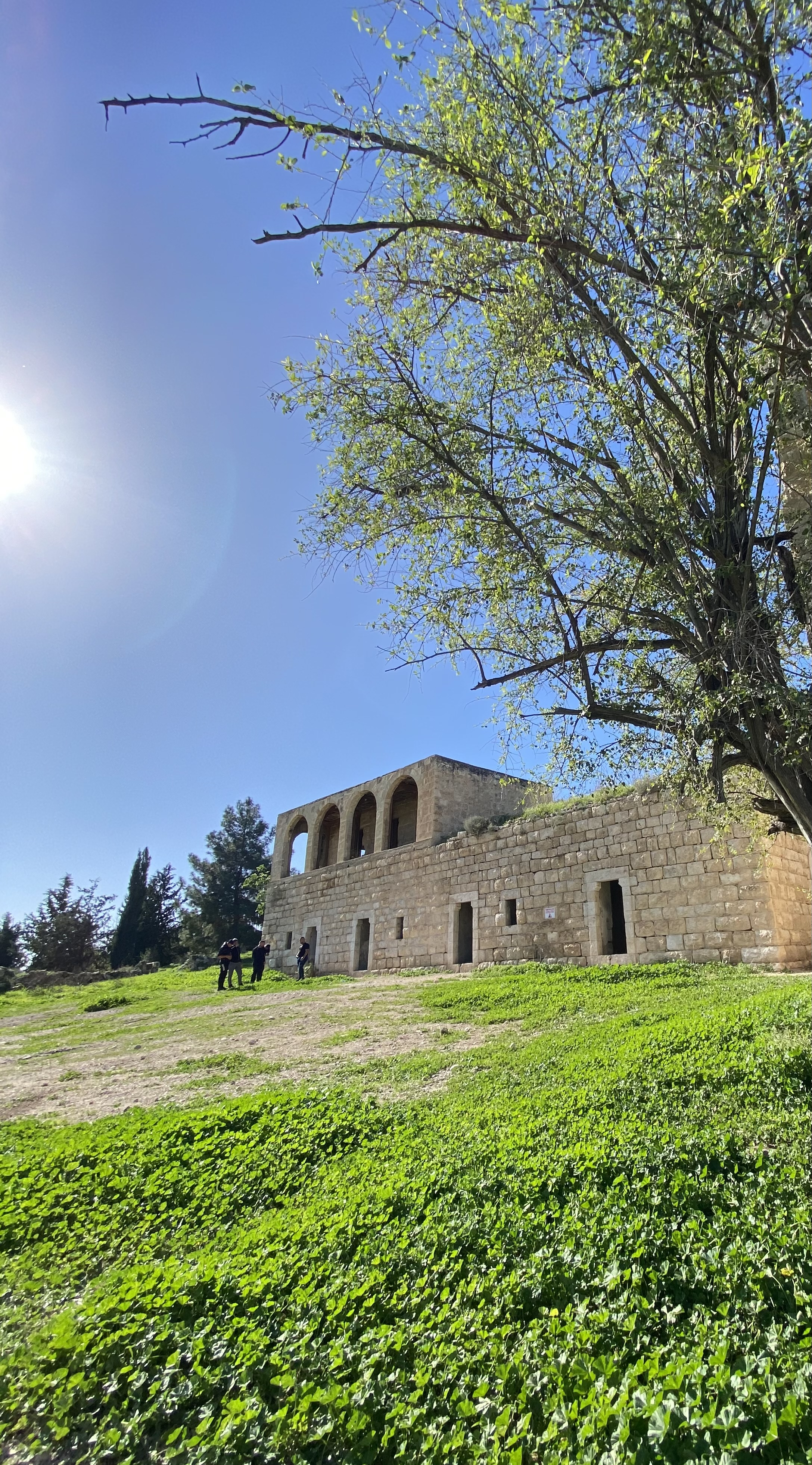
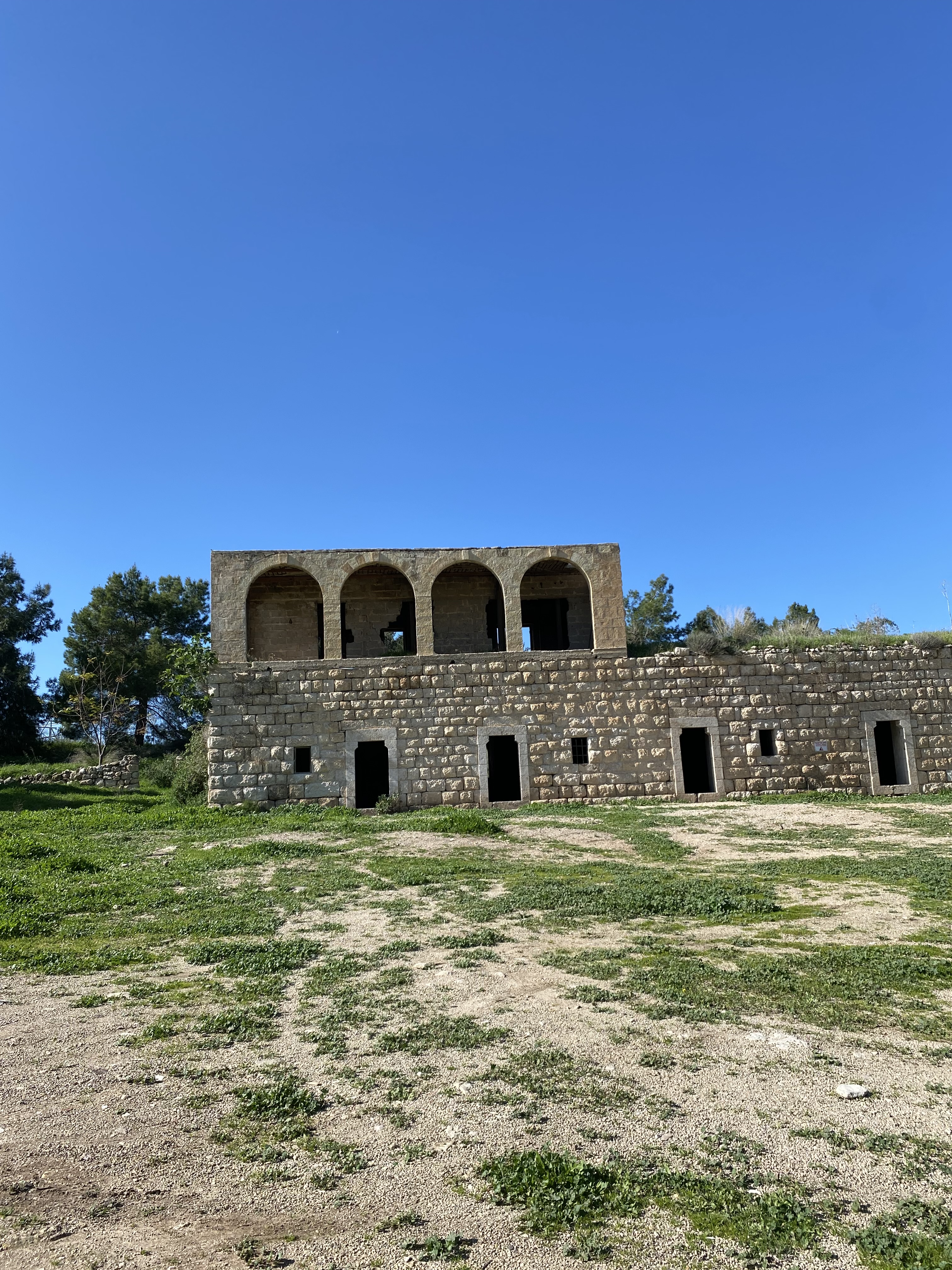